# 12571 Occhiogrosso
12571 Occhiogrosso este o planetă minoră (asteroid), cu un diametru de 3,364 km, din centura de asteroizi. A fost descoperită pe 12 iulie 1999 la Magdalena Ridge Observatory⁠(d) de Lincoln Near-Earth Asteroid Research. 
Obiectul prezintă o orbită caracterizată de o semiaxă mare de 2,5455371 UAi, o excentricitate de 0,19, o înclinație de 10,63473 ° în raport cu ecliptica.